# Ruellia diversifolia
Ruellia diversifolia är en akantusväxtart som beskrevs av Spencer Le Marchant Moore. Ruellia diversifolia ingår i släktet Ruellia och familjen akantusväxter. Inga underarter finns listade i Catalogue of Life.